# Абдул Хамід Махкамов
Абдул Хамід Махкамов (нар. 11 лютого 1976) — колишній узбецький тенісист.
Найвищу одиночну позицію світового рейтингу — 688 місце досяг 13 листопада 2000, парну — 345 місце — 22 липня 2002 року.

## Фінали ATP Челленджер/ITF Ф'ючерс

### Парний розряд: 5 (1–4)
| Легенда              |
| -------------------- |
| ATP Челленджер (0–1) |
| ITF Ф'ючерс (1–3)    |

| Результат | В-П | Дата     | Турнір                                      | Рівень     | Покриття | Партнер          | Суперники                          | Рахунок       |
| --------- | --- | -------- | ------------------------------------------- | ---------- | -------- | ---------------- | ---------------------------------- | ------------- |
| Поразка   | 0–1 | Сер 2000 | Росія F1, Балашиха                          | Ф'ючерс    | Ґрунт    | Сергій Позднєв   | Олексій Кедрюк Орен Мотевассел     | 3–6, 2–6      |
| Поразка   | 0–2 | Жов 2000 | Узбекистан F4, Карші                        | Ф'ючерс    | Тверде   | Дмитро Томашевич | Віктор Брутанс Браніслав Секач     | 2–6, 2–6      |
| Поразка   | 0–3 | Жов 2001 | Узбекистан F4, Ґулістан (місто, Узбекистан) | Ф'ючерс    | Тверде   | Антон Кокурін    | Олексій Кедрюк Дмитро Томашевич    | W/O           |
| Перемога  | 1–3 | Лип 2001 | Грузія F1, Тбілісі                          | Ф'ючерс    | Ґрунт    | Артем Дерепаско  | Олександр Сіканов Олександр Ярмола | 7–5, 6–2      |
| Поразка   | 0–1 | Сер 2001 | Togliatti Challenger, Тольятті              | Челленджер | Тверде   | Дмитро Томашевич | Кароль Бек Ігор Зеленай            | 5–7, 6–4, 3–6 |